# Tamarin
Tamarin是一個自由的即時編譯（JIT）虛擬機器，旨在實現ECMAScript（ES4）語言標準規範。Tamarin的原始碼基於Adobe Systems開發的ActionScript Virtual Machine 2（AVM2），是Adobe Flash Player 9所使用的虛擬機器。

## 發展
2006年11月7日，ActionScript Virtual Machine 2宣佈開放原始碼，並將程式碼捐贈給Mozilla基金會，貢獻的代碼大約是135,000行代碼，成為自Netscape以來向Mozilla計畫捐贈的最龐大代碼。
最初計畫將Tamarin作為Mozilla 2的一部分（後來的Firefox 4）。整合Tamarin和SpiderMonkey的計畫被稱為“ActionMonkey”，但在2008年被取消，原因是Tamarin的直譯結果比SpiderMonkey慢以及ECMAScript 4被棄用。
Tamarin在Adobe Flash Player中繼續使用，最後並沒有取代SpiderMonkey作為Mozilla的JavaScript引擎。
SpiderMonkey引擎仍使用著Tamarin一部分的NanoJIT，這是用於執行即時編譯時產生原生碼的模塊。

## 外部連結
- 官方网站